# Hněvín (Nebanice)
Hněvín (německy Knöba) je osada v okrese Cheb v Karlovarském kraji. Je součástí obce Nebanice a leží v katastrálním území Hněvín o výměře 238 ha. Nachází se asi 9 km severovýchodně od Chebu. V roce 2021 zde žilo šest obyvatel ve dvou domech.
V Hněvíně jsou registrována čtyři čísla popisná: 16, 18, 19 a 20. Nacházejí se zde tři bezejmenné rybníky. Prochází tudy silnice III/21217.
| Rok            | 1869 | 1880 | 1890 | 1900 | 1910 | 1921 | 1930 | 1950 | 1961 | 1970 | 1980 | 1991 | 2001 | 2011 | 2021 |
| -------------- | ---- | ---- | ---- | ---- | ---- | ---- | ---- | ---- | ---- | ---- | ---- | ---- | ---- | ---- | ---- |
| Počet obyvatel | 88   | 93   | 86   | 93   | 73   | 70   | 71   | 48   | 31   | 19   | –    | –    | 13   | 10   | 6    |
| Počet domů     | 10   | 11   | 11   | 15   | 15   | 10   | 11   | 13   | –    | 5    | –    | –    | 4    | 5    | 2    |